# Reinhard Latzko
Reinhard Latzko (* 15. Oktober 1963 in Freising) ist ein deutscher Cellist und Professor für Violoncello an der Universität für Musik und darstellende Kunst Wien.

## Frühe Jahre und Ausbildung
Reinhard Latzko begann seine musikalische Laufbahn mit dem Cello am Richard-Strauss-Konservatorium in München, wo er unter Jan Polasek lernte. Anschließend setzte er seine Studien an der Staatlichen Musikhochschule Karlsruhe bei Professor Martin Ostertag fort und erwarb erfolgreich seinen Abschluss in Violoncello. Eine entscheidende Phase seiner Ausbildung erfolgte von 1985 bis 1989, als er bei dem renommierten Cellisten Heinrich Schiff an der Musik-Akademie der Stadt Basel studierte und sein Diplom als Cellolehrer erlangte.

## Karriere
Von 1987 bis 2003 prägte Reinhard Latzko als erster Solocellist das Sinfonieorchester des Südwestrundfunks unter der Leitung von Michael Gielen. Diese langjährige Zusammenarbeit bildete das Fundament seiner musikalischen Reise. Doch schon früh erkannte er seine Leidenschaft für die musikalische Ausbildung und begann, seine Expertise als Pädagoge zu nutzen.
Latzko ist nicht nur als Pädagoge, sondern auch als herausragender Musiker bekannt. Er hat in Kammermusikensembles mit namhaften Künstlern wie Markus Schirmer, Christian Tetzlaff, Ernst Kovacic, Christian Altenburger und Christopher Hinterhuber zusammengearbeitet und die Bühnen renommierter Konzerthäuser wie das Wiener Konzerthaus, der Wiener Musikverein, die Shanghai Concert Hall und die Berliner Philharmonie mit seiner Kunst bereichert.
Als Solist hat Reinhard Latzko mit erstklassigen Orchestern, darunter das Basler Sinfonieorchester, das Tonhalle-Orchester Zürich, die Deutsche Kammerphilharmonie, das Sinfonieorchester des Südwestrundfunks und das Wiener Kammerorchester, zusammengearbeitet. Seine Interpretationen zeitgenössischer Musik, darunter Werke von Komponisten wie Wolfgang Rihm, Ernst Krenek und Michael Gielen, haben ihm Anerkennung und Lob eingebracht.
Darüber hinaus ist Reinhard Latzko künstlerischer Leiter der „con anima“ Musiktage in Ernstbrunn und hat sich in den letzten Jahren auch erfolgreich in der Orchesterleitung engagiert, unter anderem beim Ensemble Resonanz in Hamburg und beim Het Balletorkest in Amsterdam.
Seit dem 1. Oktober 2003 ist Reinhard Latzko Universitätsprofessor für Violoncello an der Universität für Musik und darstellende Kunst Wien, wo er die Nachfolge von Angelika Petry-May angetreten hat. Seine unermüdliche Hingabe zur musikalischen Ausbildung und sein außergewöhnliches musikalisches Talent haben ihn zu einer bedeutenden Persönlichkeit in der Welt der klassischen Musik gemacht.

## Pädagogische Tätigkeiten
Schon im Jahr 1988 übernahm Latzko eine Ausbildungs- und Konzertklasse für Violoncello an der Musikakademie der Stadt Basel und folgte damit dem renommierten Cellisten Boris Pergamenschikow. Diese Position füllte er bis 2005 aus und trug zur Ausbildung vieler talentierter Cellisten bei. Seit 1990 ist er als Dozent beim Gustav-Mahler-Jugendorchester aktiv, was seine Leidenschaft für die musikalische Ausbildung junger Talente unterstreicht. Seine Reputation als Pädagoge erstreckt sich international, da er weltweit Meisterkurse gibt und Schüler hervorgebracht hat, die bei internationalen Wettbewerben erfolgreich waren und wichtige Positionen in führenden Orchestern innehaben. Unter ihm lernten Künstler wie Luka Šulić, Raphaela Gromes, Julia Hagen und Ádám Jávorkai.
Derzeit unterrichtet Latzko am Fritz Kreisler Institut für Konzertfach der Universität für Musik und darstellende Kunst Wien.

## Diskografie
- MESSIAEN, O.: Orchestral Works (SWR Classic, 2018)
- MESSIAEN: Transfiguration of Our Lord Jesus Christ (The) / Awakening of the Birds (The) (SWR Classic)
- Balz Trümpy: Radio-Sinfonieorchester Basel / Basler Madrigalisten (Musiques Suisses, 1996)
- BUSCH, A.: Clarinet Sonata / Lieder / Saxophone Quintet (Musiques Suisses, 1991)